# Polona Hercogová
Polona Hercogová (* 20. ledna 1991 Maribor) je slovinská profesionální tenistka. Ve své dosavadní kariéře na okruhu WTA Tour vyhrála tři singlové a dva deblové turnaje. V rámci okruhu ITF získala sedmnáct titulů ve dvouhře a pět ve čtyřhře.
Na žebříčku WTA byla ve dvouhře nejvýše klasifikována v září 2011 na 35. místě a ve čtyřhře pak v lednu téhož roku na 56. místě. Ve čtrnácti letech se přestěhovala do Itálie, kde začala trénovat.
V juniorském tenise triumfovala s Australankou Jessicou Mooreovou ve čtyřhře French Open 2008 a Wimbledonu 2008.
Ve slovinském fedcupovém týmu debutovala v roce 2007 utkáním 1. skupiny zóny Evropy a Afriky proti Estonsku, v němž vyhrála čtyřhru s Tadejou Majeričovou. Slovinky zvítězily 3:0 na zápasy. Do září 2022 v soutěži nastoupila ke čtrnácti mezistátním utkáním s bilancí 9–7 ve dvouhře a 3–2 ve čtyřhře.

## Tenisová kariéra
První dvě singlové trofeje na okruhu WTA Tour si odvezla z Båstadu, kde nejdříve vyhrála Collector Swedish Open 2011 po finálovém vítězství nad Švédkou Johannou Larssonovou. Titul pak obhájila na Sony Swedish Open 2012. V závěrečném duelu přehrála Francouzku Mathildu Johanssonovou. Třetí turnajový vavřín z dvouhry přidala opět na antuce, výhrou na švýcarském Ladies Open Lugano 2019. Ve finále zdolala 17letou polskou teenagerku Igu Świątekovou po třísetovém průběhu.
Slovinsko reprezentovala na londýnských Letních olympijských hrách 2012. V úvodním kole ženské dvouhry nestačila na Španělku Maríi José Martínezovou Sánchezovou.
Zúčastnila se také Her XXXI. olympiády v Riu de Janeiru, když do singlové soutěže nastoupila na pozvání Mezinárodní tenisové federace. V prvním zápase však podlehla pozdější olympijské šampionce Mónice Puigové z Portorika.

## Finále na okruhu WTA Tour
| Legenda                                         |
| ----------------------------------------------- |
| D – dvouhra; Č – čtyřhra                        |
| Grand Slam (0)                                  |
| Turnaj mistryň (0)                              |
| Tier I / Premier Mandatory & Premier 5 (0)      |
| Tier II / Premier (0)                           |
| Tier III, IV & V / International (3–3 D; 2–1 Č) |

### Dvouhra: 6 (3–3)
| Stav       | č. | datum             | turnaj              | povrch | soupeřka ve finále         | výsledek      |
| ---------- | -- | ----------------- | ------------------- | ------ | -------------------------- | ------------- |
| Finalistka | 1. | 27. února 2010    | Acapulco, Mexiko    | antuka | Venus Williamsová          | 6–2, 2–6, 3–6 |
| Vítězka    | 1. | 9. července 2011  | Båstad, Švédsko     | antuka | Johanna Larssonová         | 6–4, 7–5      |
| Finalistka | 2. | 17. července 2011 | Palermo, Itálie     | antuka | Anabel Medina Garriguesová | 3–6, 2–6      |
| Vítězka    | 2. | 22. července 2012 | Båstad, Švédsko (2) | antuka | Mathilde Johanssonová      | 0–6, 6–4, 7–5 |
| Finalistka | 3. | 28. dubna 2018    | İstanbul, Turecko   | antuka | Pauline Parmentierová      | 4–6, 6–3, 3–6 |
| Vítězka    | 3. | 14. dubna 2019    | Lugano, Švýcarsko   | antuka | Iga Świąteková             | 6–3, 3–6, 6–3 |

### Čtyřhra: 3 (2–1)
| Stav       | č. | datum           | turnaj            | povrch | spoluhráčka                | soupeřky ve finále                    | výsledek       |
| ---------- | -- | --------------- | ----------------- | ------ | -------------------------- | ------------------------------------- | -------------- |
| Finalistka | 1. | 24. května 2008 | Istanbul, Turecko | antuka | Marina Erakovicová         | Jill Craybasová Olga Govorcovová      | 6-1, 6-2       |
| Vítězka    | 1. | 27. února 2010  | Acapulco, Mexiko  | antuka | Barbora Záhlavová-Strýcová | Sara Erraniová Roberta Vinciová       | 2-6, 6-1, 10-2 |
| Vítězka    | 2. | 26. září 2010   | Soul, Jižní Korea | tvrdý  | Julia Görgesová            | Natalie Grandinová Vladimíra Uhlířová | 6–3, 6–4       |

## Tituly na okruhu ITF
| Dotace turnajů okruhu ITF | Dotace turnajů okruhu ITF |
| ------------------------- | ------------------------- |
| 100 000 $ tournaments     | 80 000 $ tournaments      |
| 75 000 $ tournaments      | 60 000 $ tournaments      |
| 50 000 $ tournaments      | 25 000 $ tournaments      |
| 15 000 $ tournaments      | 10 000 $ tournaments      |

### Dvouhra (17 titulů)
| Č.  | datum             | turnaj                 | povrch | poražená finalistka       | výsledek           |
| --- | ----------------- | ---------------------- | ------ | ------------------------- | ------------------ |
| 1.  | 19. srpna 2007    | Pesaro, Itálie         | antuka | Stephanie Vogtová         | 6–2, 2–6, 6–1      |
| 2.  | 26. srpna 2007    | Maribor, Slovinsko     | antuka | Tereza Hladíková          | 4–6, 6–1, 4–1skreč |
| 3.  | 10. února 2008    | Mallorca, Španělsko    | antuka | Ines Ferrerová Suarezová  | 6–3, 6–1           |
| 4.  | 17. února 2008    | Mallorca, Španělsko    | antuka | Stephanie Vogtová         | 4–6, 6–1, 6–3      |
| 5.  | 19. dubna 2009    | Civitavecchia, Itálie  | antuka | Andrea Petkovicová        | 6–2, 6–4           |
| 6.  | 10. května 2009   | Záhřeb, Chorvatsko     | antuka | Maša Zecová Peškiričová   | 7–5, 6–2           |
| 7.  | 14. června 2009   | Zlín, Česko            | antuka | Zuzana Kučová             | 6–3, 6–1           |
| 8.  | 5. července 2009  | Cuneo, Itálie          | antuka | Varvara Lepčenková        | 6–1, 6–2           |
| 9.  | 14. února 2010    | Cali, Kolumbie         | antuka | Mariana Duqueová Mariñová | 6–4, 5–7, 6–2      |
| 10. | 27. května 2013   | Maribor, Slovinsko     | antuka | Ana Konjuhová             | 3–6, 6–3, 6–3      |
| 11. | 21. července 2013 | Olomouc, Česko         | antuka | Katarzyna Piterová        | 6–0, 6–3           |
| 12. | 11. června 2017   | Brescia, Itálie        | antuka | Ganna Požnichirenková     | 6–2, 7–5           |
| 13. | 10. září 2017     | Balatonboglár, Hungary | antuka | Gréta Arnová              | 6–1, 6–2           |
| 14. | 24. září 2017     | Saint-Malo, Francie    | antuka | Diāna Marcinkēvičová      | 6–3, 6–3           |
| 15. | 14. října 2017    | Pula, Itálie           | antuka | Valentyna Ivachněnková    | 6–1, 6–0           |
| 16. | 22. října 2017    | Pula, Itálie           | antuka | Renata Zarazúová          | 6–4, 6–1           |
| 17. | 5. listopadu 2017 | Pula, Itálie           | antuka | Cristina Dinuová          | 6–1, 6–4           |

### Čtyřhra (5 titulů)
| Č. | datum          | turnaj                        | povrch | spoluhráčka          | poražené finalistky                              | výsledek         |
| -- | -------------- | ----------------------------- | ------ | -------------------- | ------------------------------------------------ | ---------------- |
| 1. | 18. ledna 2007 | Alžír, Alžírsko               | antuka | Rušmi Čakravárthíová | Barbora Matušová Anna Savická                    | 6–2, 6–0         |
| 2. | 16. února 2008 | Mallorca, Španělsko           | antuka | Stephanie Vogtová    | Leticia Costas Moreirová Maite Gabarrús Alonsová | 7–6(7–2), 6–3    |
| 3. | 3. května 2008 | Makarska, Chorvatsko          | antuka | Stephanie Vogtová    | Tadeja Majeričová Maša Zec Peškiričová           | 7–5, 6–2         |
| 4. | 13. září 2008  | Sarajevo, Bosna a Hercegovina | antuka | Alberta Briantiová   | Çağla Büyükakçay Julia Glušková                  | 6–4, 7–5         |
| 5. | 12. února 2010 | Cali, Kolumbie                | antuka | Edina Gallovitsová   | Estrella Cabez Candelová Laura Pousová Tiová     | 3–6, 6–3, [10–8] |

## Finále na juniorském Grand Slamu

### Čtyřhra juniorek: 2 (2–0)
| Stav    | rok  | turnaj      | povrch | spoluhráčka      | soupeřky ve finále                 | výsledek         |
| ------- | ---- | ----------- | ------ | ---------------- | ---------------------------------- | ---------------- |
| Vítězka | 2008 | French Open | antuka | Jessica Mooreová | Lesley Kerkhoveová Arantxa Rusová  | 5–7, 6–1, [10–7] |
| Vítězka | 2008 | Wimbledon   | tráva  | Jessica Mooreová | Isabella Hollandová Sally Peersová | 6–3, 1–6, 6–2    |

## Postavení na konečném žebříčku WTA

### Dvouhra
| Rok    | 2006 | 2007   | 2008   | 2009  | 2010  | 2011  | 2012  | 2013  | 2014  | 2015  | 2016   | 2017   | 2018  | 2019  | 2020  | 2021   |
| Pořadí | 717. | ▲ 345. | ▲ 243. | ▲ 71. | ▲ 48. | ▲ 36. | ▼ 80. | ▲ 66. | ▼ 95. | ▲ 71. | ▼ 139. | ▲ 102. | ▲ 82. | ▲ 49. | ▼ 52. | ▼ 135. |

### Čtyřhra
| Rok    | 2007 | 2008   | 2009   | 2010  | 2011  | 2012   | 2013   | 2014    | 2015    | 2016   | 2017 | 2018   | 2019    | 2020    | 2021   |
| Pořadí | 374. | ▲ 173. | ▲ 115. | ▲ 59. | ▼ 93. | ▼ 220. | ▲ 164. | ▼ 1103. | ▼ 1131. | ▲ 900. | —    | ▲ 900. | ▼ 1207. | ▼ 1269. | ▲ 485. |